# Bristol 404 e 405
La 404 e la 405 sono due modelli di autovettura prodotti dalla Bristol, complessivamente, dal 1953 al 1958. I modelli appartenevano alla categoria delle vetture sportive con finiture lussuose, e sostituirono la 403.

## Storia
La 404 e la 405 erano due modelli di autovettura estremamente simili, ma che si differenziavano per molte peculiarità. La 404 possedeva un passo estremamente corto (2.438 mm), e fu offerta dal 1953 al 1955 solo in versione coupé. La 405, invece, era dotata di un passo più lungo (2.896 mm), e fu commercializzata dal 1954 al 1958 in versione berlina e cabriolet.
La 405 venne prodotta, appunto, in due versioni. Quella più comune (265 esemplari su 308) possedeva una carrozzeria berlina quattro porte costruita su un telaio standard che derivava da quello dei modelli Bristol precedenti. La versione cabriolet (che era conosciuta come 405 Drophead o 405D), invece venne prodotta in 43 esemplari con un corpo vettura realizzato dalla Abbott.
Per i modelli erano disponibili due motori, entrambi a sei cilindri in linea e a valvole in testa. Differivano per la cilindrata che era, rispettivamente, di 1.971 e di 2.216 cm³. Questi motori, rispetto a quelli dei modelli Bristol precedenti, avevano un rapporto di compressione maggiore (8,5:1 contro 7,5:1). Qualche esemplare di 405 aveva installato una versione potenziata del motore da 2.216 cm³, che sarebbe stato poi montato anche sulla 406.
Rispetto alla 403, la 404 e la 405 avevano in dotazione un cambio a quattro rapporti migliorato e con leva più corta, che agevolava la cambiata. Solo sulla 405 era offerto, tra l'equipaggiamento standard, l'overdrive. I freni a disco, sempre per la 405, erano disponibili tra gli optional. Di serie erano invece installati dei freni a tamburo.
Esternamente, la peculiarità più importante collegata alla 404 e alla 405 fu l'abbandono dello stile della calandra di ispirazione BMW che caratterizzava i modelli precedenti. La 404 e la 405 furono le prime vetture Bristol ad avere la ruota di scorta posizionata su uno dei due parafanghi anteriori. La 405 fu l'unico modello costruito dalla Bristol a essere a quattro porte. Inoltre, la sua linea influenzò i modelli della casa automobilistica citata fino agli anni sessanta.
Il motore era installato anteriormente, mentre la trazione era posteriore.
I due modelli furono assemblati a Filton, nel Regno Unito.

## La 405 nei media
Una 405 è protagonista del film An Education di Lone Scherfig. Il modello, che nella pellicola ricopre una parte di primo piano, è protagonista di un ruolo ambientato nel 1961 nei sobborghi di Londra. 
Una 405 berlina, è anche l'auto del premio Oscar Daniel Day-Lewis nel film: "Il filo nascosto".